# Kinderfilm (Produktionsgesellschaft)
Die Kinderfilm GmbH ist ein deutsches Filmproduktionsunternehmen für den Dreh von Fernseh- und Kinofilmen, sowie Serien und Dokumentationen, die vor allem Kinder und Jugendliche ansprechen sollen.

## Unternehmen
Die Kinderfilm ist seit Sommer 2000 in Erfurt aktiv. Unter der Geschäftsführung der Produzentin Ingelore König produziert die Kinderfilm GmbH Formate für Kinder und Jugendliche. Dazu zählen Kino- und Fernsehfilme, sowie Serien und regelmäßig Episoden für die Kinderkrimireihe Krimi.de. Darüber hinaus gehört die Produktion von nonfiktionalen Dokumentationen, Doku-Soaps und des KiKA-Medienmagazins TRICKBOXX und dessen Spin-Offs TRICKBOXX.Kino dazu. Zudem besitzt die Kinderfilm eine eigene Casting-Abteilung, deren Anliegen es ist, vor allem Kinder in Mitteldeutschland zu fördern. Das Unternehmen führt sowohl Auftragsproduktionen als auch eigene Stoff- und Projektentwicklungen für Kino und Fernsehen durch.

## Produktionen

### Kino
- 2004: Die Blindgänger
- 2007: Blöde Mütze!
- 2008: Stella und der Stern des Orients

### Fernsehen
Spielfilme
- Wer küsst schon einen Leguan?
- Wie verliebt man seinen Vater?
- Hänsel und Gretel nach dem gleichnamigen Märchen Hänsel und Gretel der Brüder Grimm
- Zwerg Nase nach Hauffs Märchen Der Zwerg Nase
- König Drosselbart nach dem gleichnamigen Märchen König Drosselbart
- Die Gänsemagd nach dem gleichnamigen Märchen Die Gänsemagd der Brüder Grimm
- Das blaue Licht nach dem gleichnamigen Märchen Das blaue Licht der Brüder Grimm
- Rotkäppchen nach dem gleichnamigen Märchen Rotkäppchen der Brüder Grimm

Serien/Reihen
- Vorsicht – keine Engel! (2 Staffeln)
- Unsere Zehn Gebote
- Ein Engel für alle (4 Staffeln)
- Krimi.de – Erfurt und Jena (u. a. Flinke Finger, Kein zurück, Rechte Freunde)
- Prinz und Bottelknabe (bisher eine Staffel)

Reportagen/Dokumentationen
- Making of „Der verzauberte Otter“
- Gemeinsam nie einsam
- TRICKBOXX.Kino
- TRICKBOXX
- Fortsetzung folgt: Die Doku (mehrere Folgen)
- Träume, Tränen, Töne: Unser erstes Jahr in Belvedere

## Auszeichnungen
Produktionen der Kinderfilm GmbH beziehungsweise an Produktionen beteiligte Künstler erhielten mehrere Auszeichnungen:
- 2004: LOLA für Die Blindgänger
- 2006: Erich Kästner-Fernsehpreis für Irina Popow, Regisseurin von Du sollst nicht ehebrechen aus der Reihe Unsere zehn Gebote
- 2007: Robert-Geisendörfer-Preis für Unsere zehn Gebote
- 2007: EMIL für Besart Qunaj aus der Reihe Fortsetzung folgt
- 2008: Goldener Spatz (Kategorie Fiction kurz) für Flinke Finger aus der Reihe Krimi.de
- 2008: Erich Kästner-Fernsehpreis für Kein Zurück aus der Reihe Krimi.de
- 2008: Goldener Spatz (Kategorie Fiction kurz) für Flinke Finger aus der Reihe Krimi.de